# Eunoe papillaris
Eunoe papillaris is een borstelworm uit de familie Polynoidae. Het lichaam van de worm bestaat uit een kop, een cilindrisch, gesegmenteerd lichaam en een staartstukje. De kop bestaat uit een prostomium (gedeelte voor de mondopening) en een peristomium (gedeelte rond de mond) en draagt gepaarde aanhangsels (palpen, antennen en cirri).
Eunoe papillaris werd in 1978 voor het eerst wetenschappelijk beschreven door Averincev.
1. ↑  Averincev, V. G. (1978) The Polychaetous Annelids of the Aphroditiformia of the Shelf and Upper Bathial of Australian and New Zealand Region and of Macquarie Island (on the Base Data of 16th Cruise of R/V Dmitri Mendeleev).].  , Transactions of the P.P.Shirov Institute of Oceanology Academy of Sciences of the USSR, Moscow. 113: 51-72